# Sveti Jošt (Kranj)

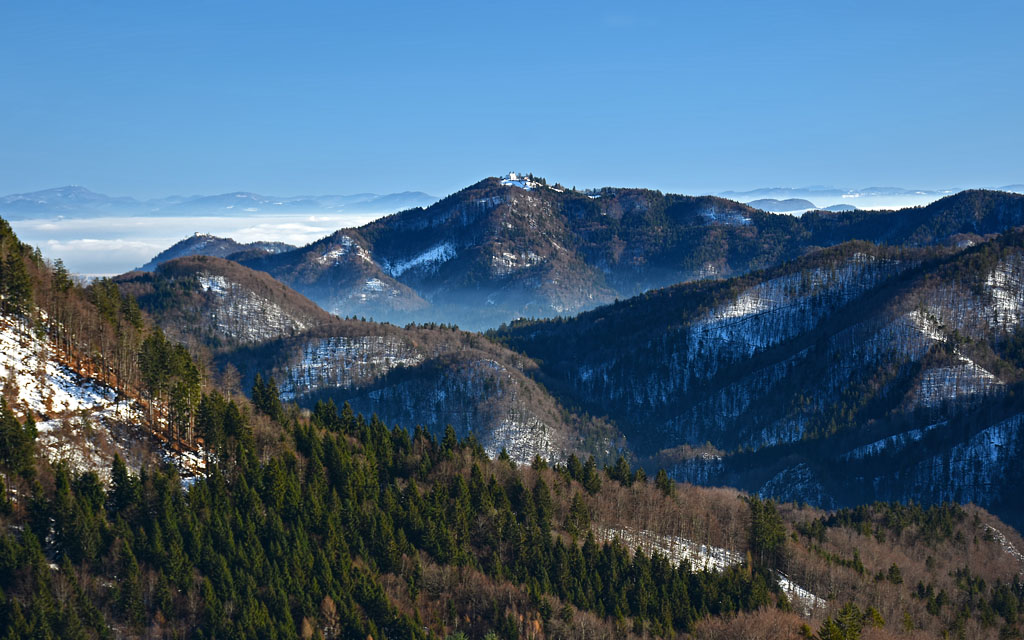
Sveti Jošt von Nordwest

Sveti Jošt nad Kranjem, Sveti Jošt auch Šentjošt oder Jošt nad Kranjem (deutsch: Sankt Jodokus über Krainburg, auch St. Jodoci oder Jodociberg) ist der slowenische Name eines 847 m hohen Berges westlich der Stadt Kranj in der Gorenjska in Slowenien.
Denselben Namen trägt der Ortsteil der Stadtgemeinde Kranj, in dem sich der Berg befindet.
Namensgebend war die dort befindliche Kirche Sveti Jošt nad Kranjem.

## Ortsname
Der Name der Siedlung wurde 1955 von Sveti Jošt (wörtlich „Heiliger Jodocus“) in Jošt nad Kranjem (wörtlich „Jodocus über Kranj“) geändert. Der Name wurde auf der Grundlage des Gesetzes über Siedlungsnamen von 1948 geändert Bezeichnungen von Plätzen, Straßen und Gebäuden als Teil der Bemühungen der slowenischen kommunistischen Nachkriegsregierung, religiöse Elemente aus Ortsnamen zu entfernen. Der Name wurde 1990 erneut in Sveti Jošt nad Kranjem geändert. Der historische deutsche Ortsname war Sankt Jodoci.

## Berg
Auf dem 847 Meter hohen Berg, einem Wahrzeichen der Stadt Kranj, befinden sich außer der Wallfahrtskirche die Kapelle Maria im Schnee, mehrere Gästehäuser und gastronomische Angebote. Sv. Jošt ist von Kranj aus über Wanderwege und eine asphaltierte Straße erreichbar.
Der 